# Granö
Granö is een plaats in de gemeente Vindeln in het landschap Västerbotten en de provincie Västerbottens län in Zweden. De plaats heeft 261 inwoners (2005) en een oppervlakte van 99 hectare. De plaats ligt aan de rivier de Umeälven en aan de overzijde van de rivier de via een hangbrug met de plaats verbonden ligt een camping. De Europese weg 12 loopt door Granö.